# مامادو ديالو (منافس ألعاب قوى)
مامادو ديالو (بالفرنسية: Mamadou Diallo)‏ هو منافس ألعاب قوى سنغالي، ولد في 16 نوفمبر 1954.

## وصلات خارجية
- مامادو ديالو على موقع الاتحاد الدولي لألعاب القوى (الإنجليزية)
- مامادو ديالو على موقع اللجنة الأولمبية الدولية (الإنجليزية)
- مامادو ديالو على موقع أوليمبيديا (الإنجليزية)